# Great Alne
Great Alne est un village et une paroisse civile du Warwickshire, en Angleterre.

## Toponymie
Le village de Great Alne doit son nom à la rivière Alne (en), tout comme le hameau voisin de Little Alne. Le nom de la rivière, proche de celui de l'Aln dans le Northumberland, provient de l'hydronyme celtique Alaunos dont le sens est incertain, bien qu'il soit probablement apparenté à celui du dieu gaulois Alaunus. Le village est attesté comme Alne dans le Domesday Book, compilé en 1086.

## Géographie
Great Alne est un village du Warwickshire, un comté des Midlands de l'Ouest. Il se situe dans le sud-ouest de ce comté. Les grandes villes les plus proches sont Alcester à 5 km au sud-ouest et Stratford-upon-Avon à 11 km au sud-est. L'Alne (en), affluent de l'Arrow (en) et sous-affluent de l'Avon, coule au sud du village.
Au Moyen Âge, Great Alne relève du hundred de Barlichway (en). Après l'abandon du système des hundreds, il est rattaché au district rural d'Alcester de 1894 à 1974, puis au district non métropolitain de Stratford-on-Avon depuis 1974.
Pour les élections à la Chambre des communes, Great Alne appartient à la circonscription de Stratford-on-Avon.

## Histoire
Au début du VIIIe siècle, Alne fait partie des domaines que le roi Cenwulf de Mercie offre à l'abbaye de Winchcombe, un monastère fondé sous son égide. Au moment de la conquête normande de l'Angleterre, cette abbaye détient toujours le manoir d'Alne. D'après le Domesday Book, il compte 6 hides de terres arables, ainsi qu'un moulin, et sa valeur annuelle est estimée à 4 livres en 1086. Le village compte alors 18 habitants.
L'abbaye de Winchcombe reste propriétaire du manoir d'Alne jusqu'à sa fermeture pendant la dissolution des monastères, en 1539. Il est alors acquis par la couronne, qui le loue à George Throckmorton (en) de Coughton Court. Son fils Nicholas est mentionné comme seigneur de la moitié du manoir en 1585. Quelques années plus tard, en 1599, la reine Élisabeth Ire vend Alne à Edward Stone et Thomas Gainsford. Le manoir passe dès lors entre les mains de divers propriétaires au gré des ventes et des héritages.

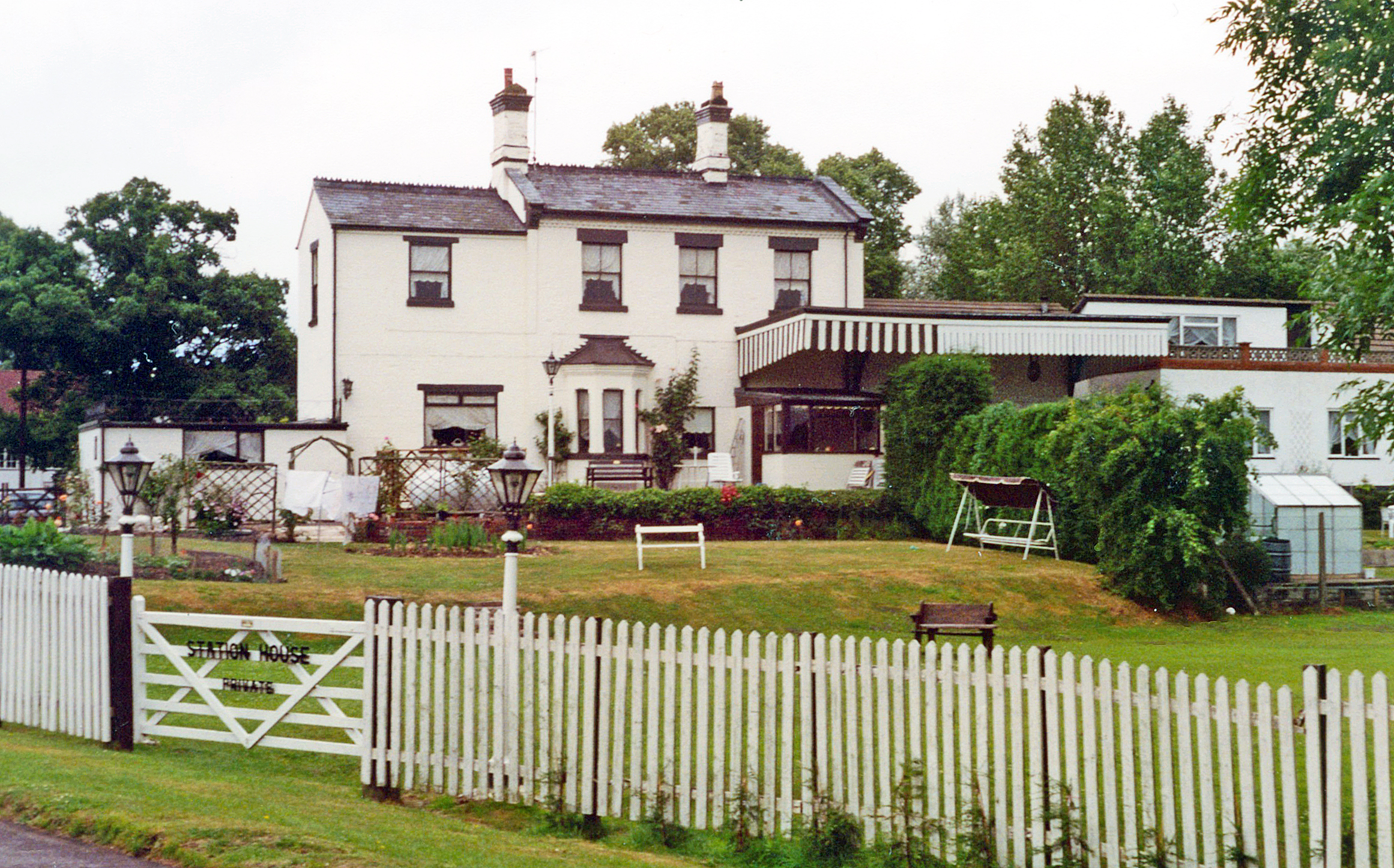
L'ancienne en 1994.

Une gare ferroviaire (en) ouvre ses portes à Great Alne en 1876. Elle est desservie par les trains de la ligne d'Alcester à Bearley (en), qui relie la ville d'Alcester au réseau de la Great Western Railway. Cette courte ligne d'une dizaine de kilomètres est fermée en 1917, dans le contexte des réquisitions de la Première Guerre mondiale, avant de rouvrir au transport de passagers entre 1922 et 1939. Pendant la Seconde Guerre mondiale, son utilisation est réservée aux ouvriers de la Maudslay Motor Company (en) de Coventry. La ligne est définitivement fermée en 1951 et les rails retirés ; la gare de Great Alne est convertie en résidence privée.

## Démographie
Au recensement de 2011, la paroisse civile de Great Alne comptait 570 habitants.
| Année | Population |
| ----- | ---------- |
| 1801  | 290        |
| 1811  | 254        |
| 1821  | 317        |
| 1831  | 343        |
| 1841  | 404        |
| 1851  | 391        |
| 1881  | 435        |
| 1891  | 358        |
| 1901  | 351        |
| 1911  | 363        |
| 1921  | 376        |
| 1931  | 362        |
| 1951  | 329        |
| 1961  | 354        |
| 2011  | 570        |

## Culture locale et patrimoine

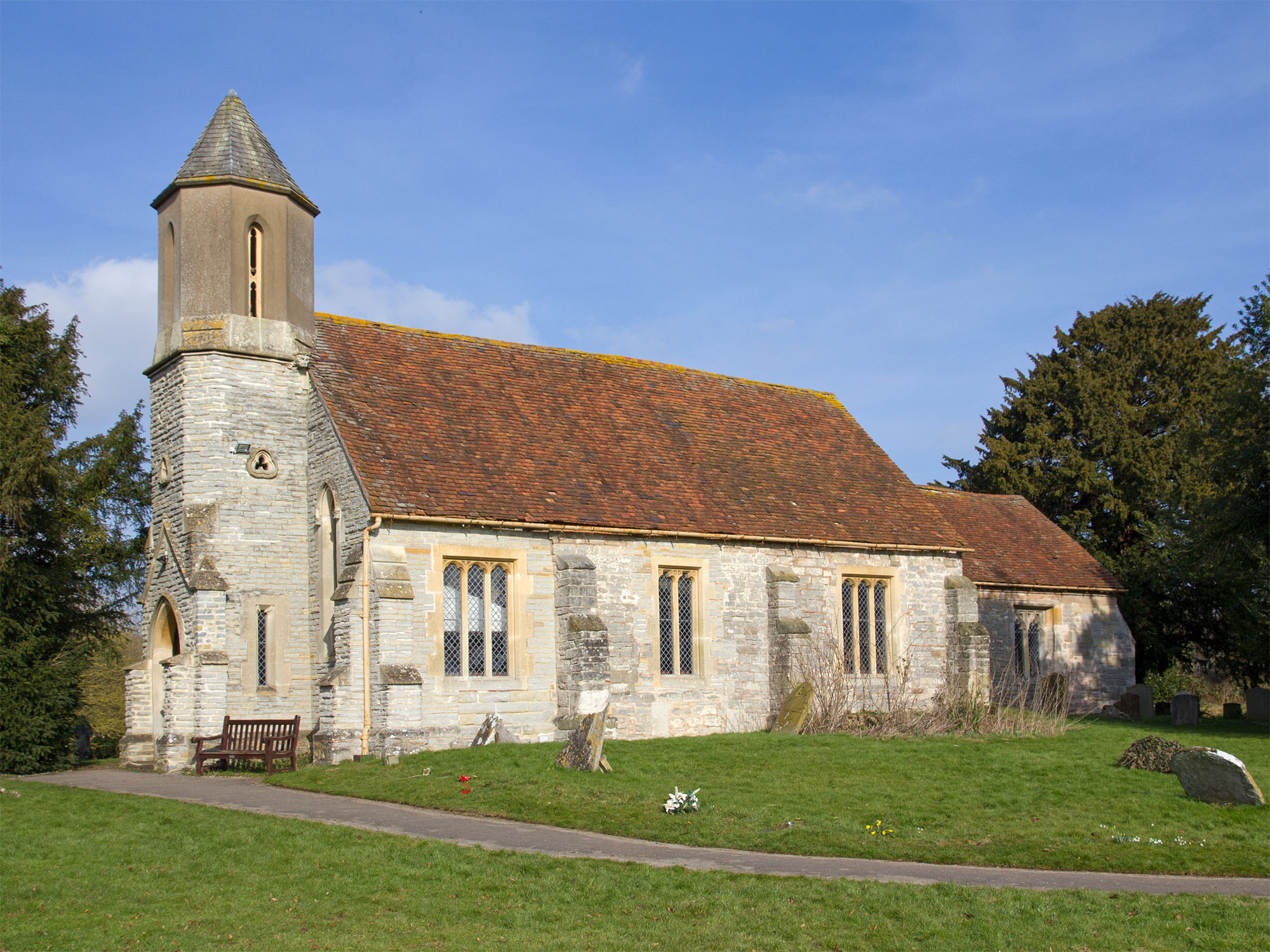
L'église Sainte-Marie-Madeleine de Great Alne.

L'église paroissiale de Great Alne est dédiée à Marie Madeleine. Si le bâtiment remonte au Moyen Âge, il a été en grande partie reconstruit en 1837. Une sacristie y est ajoutée la même année, puis un collatéral en 1860. Elle constitue un monument classé de grade II depuis 1967.